# Valériane Ayayi
Valériane Ayayi, coniugata Vukosavljević (Bordeaux, 29 aprile 1994), è una cestista francese.

## Carriera
Con la Francia ha disputato due edizioni dei Giochi olimpici (Rio de Janeiro 2016, Tokyo 2020), i Campionati mondiali del 2018 e quattro edizioni dei Campionati europei (2013, 2017, 2019, 2021).